# Тигровая орхидея
Тигровая орхидея (лат. Grammatophyllum speciosum, также называемая гигантской орхидеей, орхидеей сахарного тростника или королевой орхидей) — вид многолетних травянистых растений семейства орхидные (Orchidaceae), произрастающих преимущественно в Индонезии. Занесена в Книгу рекордов Гиннесса как самая высокая орхидея в мире, с высотой до 7,62 метров.

## Описание
Это растение эпифитное, иногда и литофитное, с корневыми пучками. Его цилиндрические псевдобульбы могут достигать длины 2,5 метра. Общий вес гигантских скоплений тигровой орхидеи может колебаться от сотен килограммов до более одной тонны.
Каждая из его кистей (ветвей) может вырасти до высоты 3 метров, имея до восьмидесяти цветков, каждый размером в 10 см. Цветы имеют осмофоры и испускают химический аромат, чтобы привлечь опылителей. Цветет такая орхидея один раз в два-четыре года, оставаясь в цвету до двух месяцев.
Произрастает в Новой Гвинее, Индонезии, Малайзии и на Филиппинах; растет в промежутках между большими деревьями на открытых участках низменных тропических лесов.

## Таксономия
Grammatophyllum Blume Bijdragen tot de flora van Nederlandsch Indië (8): 378. 1825.

### Синонимы
- Grammatophyllum cominsii Rolfe
- Grammatophyllum fastuosum Lindl.
- Grammatophyllum giganteum Blume ex Rchb.f.
- Grammatophyllum macranthum (Wight) Rchb.f.
- Grammatophyllum pantherinum Rchb.f.
- Grammatophyllum papuanum J.J.Sm.
- Grammatophyllum sanderianum auct.
- Pattonia macrantha Wight